# Mogurnda clivicola
Mogurnda clivicola är en fiskart som beskrevs av Allen och Jenkins, 1999. Mogurnda clivicola ingår i släktet Mogurnda och familjen Eleotridae. Inga underarter finns listade i Catalogue of Life.